# Riley Hern
William Milton "Riley" Hern, född 5 december 1880 i St. Marys, Ontario, död 24 juni 1929 i Montreal, var en kanadensisk professionell ishockeymålvakt. Hern spelade för Stratford Legionnaires, Pittsburgh Keystones, Portage Lakes Hockey Club och Montreal Wanderers åren 1898–1911.

## Karriär
Riley Hern inledde ishockeykarriären i Stratford Legionnaires i Ontario Hockey Association, OHA, åren 1898–1901. 1901 skrev han på för Pittsburgh Keystones i Western Pennsylvania Hockey League. Säsongen 1901–02 vann han nio av fjorton matcher med Keystones och valdes in i ligans First All-Star Team. Hern spelade med Keystones även säsongen 1902–03 innan han flyttade till Houghton, Michigan, för att spela för Portage Lakes Hockey Club. Hern spelade tre år med Portage Lakes och säsongen 1905–06 var han med och vann IPHL.
Från 1906 till 1911 spelade Hern för Montreal Wanderers i ECAHA, ECHA och NHA. Wanderers hade ett starkt lag och vann fyra Stanley Cup åren 1906, 1907, 1908 och 1910.
1963 valdes Hern postumt in i Hockey Hall of Fame.